# Paroedura bastardi
Paroedura bastardi — вид геконоподібних ящірок родини геконових (Gekkonidae). Ендемік Мадагаскару.

## Поширення і екологія
Paroedura bastardi поширені на крайньому південному сході острова Мадагаскар. Вони живуть в сухих лісах і чагарникових заростях. Ведуть наземний спосіб життя. Відкладають яйця.